# Marie-Bernadette Dufourcet
Marie-Bernadette Dufourcet (* 1956 in Bayonne) ist eine französische Musikwissenschaftlerin und Organistin.

## Leben
Dufourcet studierte am Pariser Konservatorium und erreichte erste Preise im Orgelspiel, Improvisation, Harmonielehre und Kontrapunkt. Ihre Lehrer waren u. a. Susan Landale, Jean Langlais, Rolande Falcinelli,  Jeanine Rueff, Jean-Claude Henry, Marcel Bitsch, Serge Nigg und Paul Méfano. Sie legte ein weiteres Examen am Trinity Laban Conservatoire of Music and Dance in London ab. Sie gewann mehrere Preise, darunter 1985  beim St Albans International Organ Festival und 1984 beim Grand Prix de Chartres  (Second Prix d’Interprétation).  Sie war von 1984 bis 2008 Titularorganistin der Kirche Notre-Dame-des-Champs in Paris. Sie studierte Musikwissenschaft an der Universität Paris IV (Paris-Sorbonne), bestand 1979 die Agrégation (Lehrbefugnis für höhere Schulen), wurde 1988 promoviert und 2000 habilitiert.
Von 1986 bis 1992 unterrichtete Dufourcet an der privaten École Alsacienne und hatte parallel ab 1990 einen Lehrauftrag an der Universität Paris IV. Sie lehrt seit 1992 Musikgeschichte an der Universität Bordeaux Montaigne (Bordeaux III), zunächst als Maître de conférences und seit 2004 als Professorin. Dort war sie von 2003 bis 2006 Direktorin der Abteilung für Musik, dann bis 2010 Direktorin der Lehr- und Forschungseinheit (UFR) Künste. Daneben hält sie seit 2006 als Gastprofessorin an der Universidad Autónoma de Madrid Masterseminare.
Dufourcet ist seit 1980 mit dem Organisten Naji Hakim verheiratet, mit dem sie zwei Kinder hat.

## Schriften
- Guerre et paix: les enjeux de la frontière franco-espagnole (XVIe-début XIXe s.). ISBN 979-10-300-0082-5.
- Orgues et Imaginaires. In memoriam Hermann J. Busch. ISBN 978-2-86781-933-9.
- Dom François Bedos de Celles (1709–1779), un moine et un facteur d’orgues dans son temps.  ISBN 978-2-86781-801-1.
- Spectacles et Pouvoirs dans l’Europe de l’Ancien Régime (XVIe–XVIIIe siècle). ISBN 978-3-8233-6645-4.
- Riforma melodrammatica et harmonie des sphères: quand la parole se fait musique et danse. ISBN 2-911825-14-4.
- Corps dansant - Corps glorieux.
- La Pellegrina et les Intermèdes (1589), Presentation of the Music.
- Le Livre d'Orgue de Carpentras. Edition Combre 2009.
- Dom Bedos de Celles, mémorialiste universel de la facture d’orgue. ISBN 2-86781-419-7.
- Guillaume de Machaut, Les Motets.

Zusammen mit Naji Hakim:
- Anthologie musicale pour l'Analyse de la Forme. Edition Combre 1991.
- Guide Pratique d'Analyse Musicale. Edition Combre 1995.